# Kuala Bakong
Kuala Bakong is een bestuurslaag in het regentschap Aceh Jaya van de provincie Atjeh, Indonesië. Kuala Bakong telt 355 inwoners (volkstelling 2010).